# Clubiona pteronetoides
Clubiona pteronetoides is een spinnensoort uit de familie  struikzakspinnen (Clubionidae). De soort komt voor in Thailand.